# ВНИИНС
Всероссийский научно-исследовательский институт автоматизации управления в непромышленной сфере им. В. В. Соломатина (ВНИИНС) — российская компания – разработчик современных защищённых информационных систем и дистрибутивов Linux для российских школ.

## История
Всероссийский научно-исследовательский институт автоматизации управления в непромышленной сфере был основан в 1970 году при Министерстве приборостроения, средств автоматизации и систем управления СССР. Первоначально институт занимался созданием автоматизированных систем управления городским хозяйством Москвы. В середине 70-х годов ВНИИНС стал специализироваться автоматизацией системы государственного управления. В 1977 году институт возглавил Валентин Васильевич Соломатин. В 1979 году ВНИИНС создал автоматизированную систему управления Центра международной торговли (АСУ «Совинцентр») в рамках подготовки к Олимпиаде-80. В 80-х годах институт также стал заниматься автоматизацией планирования и учёта деятельности Управления делами ЦК КПСС.
В 1991 году ВНИИНС был акционирован, став открытым акционерном обществом. В начале 90-х годов институт автоматизировал деятельность Верховного Совета РФ и консульской службы МИД РФ. В 2000 году приказом гендиректора Российского агентства по системам управления № 283 «ВНИИНС» стал головной организацией по базовым информационным защищенным компьютерным технологиям (БИЗКТ) в оборонно-промышленном комплексе России. В 2002 году приказом Министра обороны и Министра промышленности, науки и технологий РФ институт возглавил работы по созданию и внедрению унифицированных защищённых информационных технологий для Вооружённых Сил России. В том же году поручением Президента РФ на «ВНИИНС» возложена задача создания БИЗКТ для федеральных органов исполнительной власти и государственных корпораций.
Директором ОАО «ВНИИНС» 26 лет, до своей смерти в 2005 году, являлся В. В. Соломатин — генеральный конструктор информационных технологий Вооруженных Сил РФ. В 2006 году институту было присвоено его имя. Новым руководителем института стала его дочь — Соломатина Елена Валентиновна.
Коллектив разработчиков «ВНИИНС» был удостоен премии Правительства РФ в области науки и техники за 2006 год за достигнутые высокие результаты по созданию и внедрению отечественных защищённых информационных технологий.

## Основные направления деятельности
- разработка базовых информационных защищённых компьютерных технологий (БИЗКТ)
- создание автоматизированных систем различного назначения
- разработка средств в интересах создания Единого информационного пространства
- участие в проектах по разработке свободного программного обеспечения

ВНИИНС участвует в проекте «Russian Fedora».

## Разработки
В 1989 году в «ВНИИНС»   был переведен на русский язык интерфейс табличной системы dBASE (подмножество систем xBASE), и её ВНИИНС распространял среди предприятий ВПК как «СУБД РЕБУС».
«ВНИИНС» является разработчиком Мобильной системы вооруженных сил.
«ВНИИНС» выпускает сертифицированный дистрибутив Red Hat Enterprise Linux 4, прошедший сертификацию ФСТЭК и пытался участвовать в проекте разработки дистрибутива операционной системы на ядре Linux для школ (ВС Школьный Линукс).

## Альянс «ВНИИНС» и Red Hat
В 2010 году ОАО «ВНИИНС» и компания Red Hat заключили договор о технологическом партнёрстве. В рамках партнёрства «ВНИИНС» будет на базе разработок Red Hat создавать защищённые продукты, отвечающие российским требованиям по защите конфиденциальной информации и персональных данных. Кроме того, «ВНИИНС», Red Hat и VDEL планируют совместно создать защищённую платформу облачных вычислений на основе защищенной операционной системы МСВСфера и Red Hat Enterprise Virtualization for Servers. Также партнёры вместе будут создавать на базе НИИ Бюро мировой практики по открытым информационно-коммуникационным технологиям им. Соломатина (Бюро Соломатина), которое должно стать объединяющим центром российского сообщества свободного программного обеспечения.